# Skabelsens Fotodrama
Skabelsens Fotodrama, (orig: engelsk: The Photo-Drama of Creation) var en film i fire dele (otte timer i total) produceret af Watch Tower Bible and Tract Society of Pennsylvania under ledelse af Charles Taze Russell, som havde stiftet foreningen Bible Student movement. Filmen præsenterede Russells tro om Guds plan fra jordens skabelse frem til slutningen af Kristi tusindårsrige. Indledning af filmen begynder med Russels forklaring:
| Citat | "Skabelsens Fotodrama" fremvises af IBSA [International Bible Students Association]. Dets sigte er at oplyse offentligheden i en religiøs-videnskabelig sammenhæng og at fremstå som et forsvar for Bibelen | Citat |
|       | |       |

## Historie
I 1912 begyndte man at fremstille filmen der kom til at hedde "The Photo-Drama of Creation". Ved hjælp af lysbilleder og levende billeder, synkroniseret med lydoptagelser, skildredes tiden fra jordens skabelse frem til slutningen af Kristi tusindårsrige. Offentlige forevisninger begyndte i 1914, og filmen blev til daglig set af 35.000 besøgende på flere steder. Det var et pionerarbejde på tonefilmens område. Det var det første større filmmanuskript som kombinerede synkroniseret lyd, bevægelse film, og farvedias. Russell udgav også en tilhørende bog, Scenario of the Photo-Drama of Creation, oversat til adskillige sprog, også dansk.
Forevisningerne begyndte i 1914, først i New York, om sommeren i Tyskland. Om efteråret nåede "Skabelsens Fotodrama" til Danmark. Det blev først vist i Odd Fellow Palæet i København og i løbet af det næste år i resten af Sjælland. Over 9 millioner mennesker rapporteres at have set enten den komplette version, (4 dele á to timer) eller den forkortede version, som kom til at hedde Eureka Drama.
Fremvisningen i kombination af Laterna magica og film var dengang ret almindeligt. Men tilføjelsen af optaget tale var ualmindeligt. Desuden var især omfanget af distributionen for en enkelt produktion der gjorde det notabel.
På dette tidspunkt (1914) havde produktionen kostet $300.000
Der blev ikke opkrævet entre for at se filmen.
Filmen blev senere forbudt i Tyskland